# 斯米尔诺夫山脊

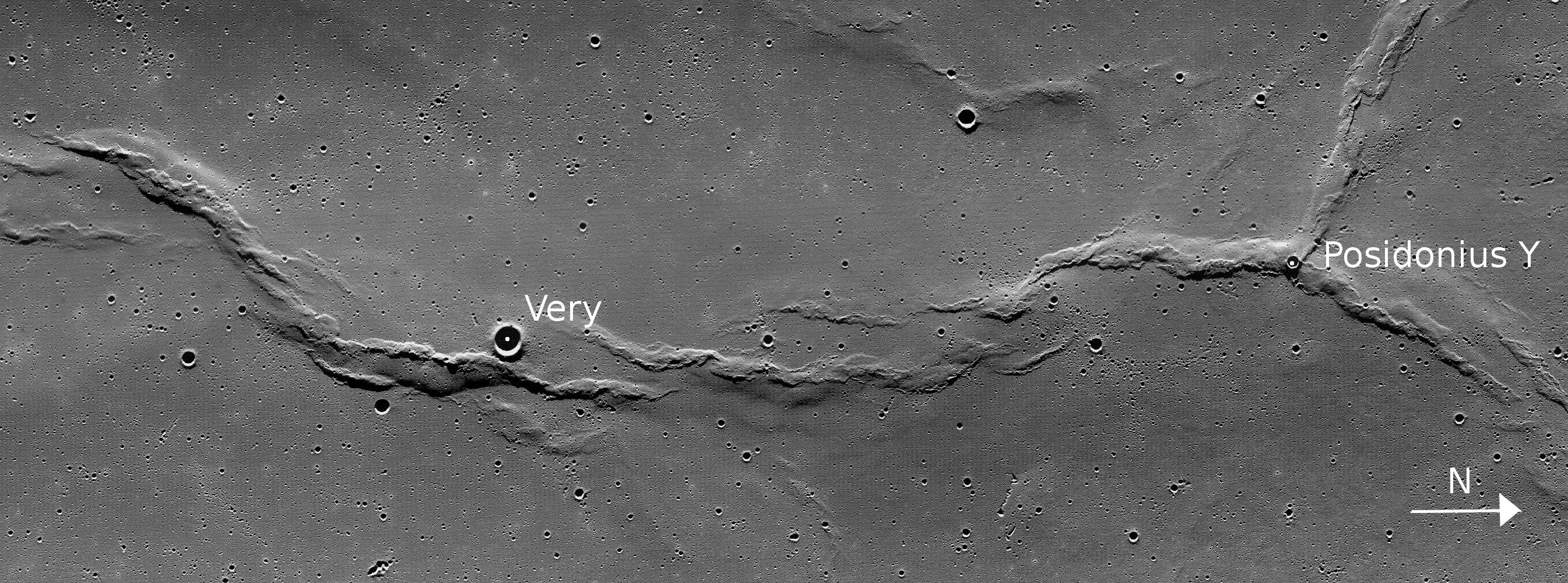
斯米尔诺夫山脊，月球勘测轨道飞行器拍摄。

斯米尔诺夫山脊(Dorsa Smirnov)是月球澄海中一组绵长的皱岭，属于所谓蛇形岭的一部分，其中心月面坐标为27°18′N 25°18′E / 27.3°N 25.3°E，全长156公里，名称取自俄罗斯地质学家及矿物学家苏联科学院院士"谢尔盖·谢尔盖耶维奇·斯米尔诺夫"(Sergey Sergeyevich Smirnov，1895年9月16日-1947年8月20日)，1976年国际天文联合会在法国格勒诺布尔召开的大会上，该名称与其它众多月球地名一道被正式批准接受。

## 另请参阅
蛇形岭